# 小口鰜鮃
小口鰜鮃為輻鰭魚綱鰈形目鰈亞目鮃科的其中一種，為熱帶海水魚，分布於印度西太平洋區，從印度至蘇拉威西海域，棲息深度37-137公尺，體長可達8公分，棲息在沙底質底層水域，以底棲生物為食，生活習性不明。